# Vrijmetselarij in Polen

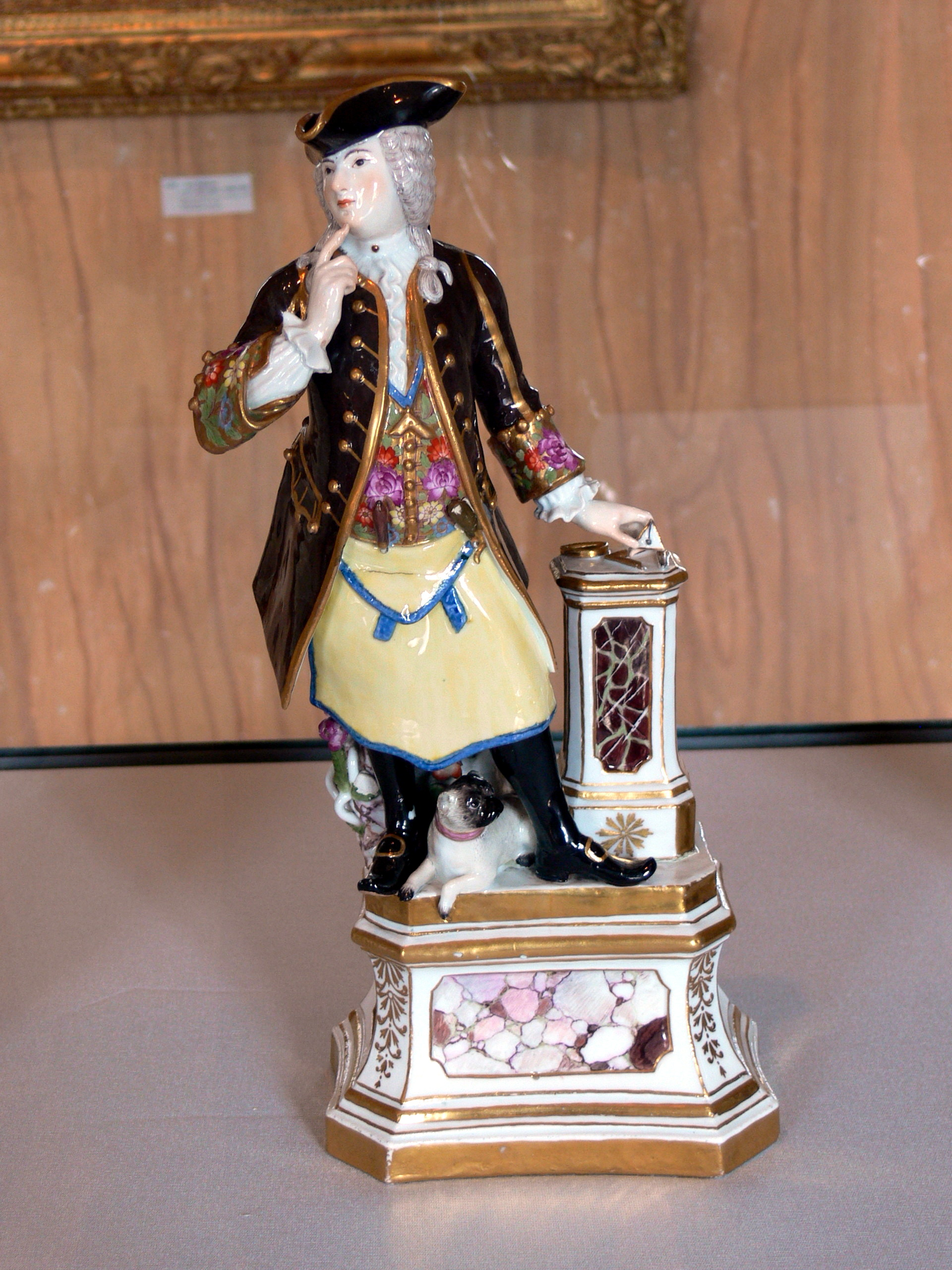
Beeldje van vrijmetselaar August Fryderyk Moszyński, gemodelleerd door Johann Joachim Kändler. Afgebeeld met schootsvel en een aan een halslint gedragen functieteken van de Voorzittend Meester.

De vrijmetselarij in Polen kent een bewogen geschiedenis, die teruggaat tot het begin van de 18e eeuw. Vanaf de eerste loges in 1721 kende de beweging periodes van groei en invloed, maar ook van verbod en onderdrukking, vooral tijdens de delingen van Polen, de communistische periode en de anti-maçonnieke campagnes in het Interbellum. Sinds de val van het communisme in 1989 is sprake van een heropleving, met meerdere actieve obediënties.

## Beginperiode (1721–1770)
De eerste vrijmetselaarsorganisatie op Pools grondgebied was La Confrérie Rouge, die al in januari 1721 een duidelijke structuur had en uitsluitend adel en hoge aristocratie bijeenbracht. In 1729 werd in Warschau de Franstalige loge Aux trois Frères opgericht. Tot de eerste generaties behoorde onder anderen graaf Fryderyk Rutowski, de halfbroer van koning August II.
Na de pauselijke bul In eminenti (1738) volgde in Polen, net als elders in Europa, een verbod. Koning August III van Polen sloot de loges, maar in 1742 ontstond in Poznań opnieuw een werkplaats en in 1744 in Warschau. Met de komst van Jean Luc de Toux de Salverte (1749) kreeg de Poolse vrijmetselarij een sterk esoterisch en hermetisch karakter. In 1768 werd met Au vertueux Sarmate een van de eerste adoptieloges in Midden-Europa opgericht.

## Groei en verval (1770–1795)
In de jaren 1780 kende de Poolse vrijmetselarij een bloeiperiode. In Warschau waren toen 23 symbolieke loges en 4 Schotse loges actief, met ongeveer duizend leden. Adel, officieren, intellectuelen en geestelijken waren vertegenwoordigd. Tijdens de Grote Sejm (1788–1792), het parlement dat belangrijke hervormingen doorvoerde in het Pools-Litouwse Gemenebest, was circa 20% van de afgevaardigden vrijmetselaar.
De Grondwet van 3 mei 1791 leidde tot buitenlandse interventie en de tweede deling van Polen. Na de Kościuszko-opstand (1794) en de derde deling (1795) viel het Poolse Grootoosten uiteen; alleen in Pruisen bleef een beperkte liefdadigheidsactiviteit toegestaan.

## Napoleontische tijd en Congres-Polen (1807–1821)
Tijdens de Napoleontische oorlogen werd in 1807 het Hertogdom Warschau gesticht. Nog hetzelfde jaar ontstond de loge Les Frères Polonais Réunis. In 1810 volgde de oprichting van het Wielki Wschód Narodowy Księstwa Warszawskiego (Nationaal Grootoosten van het Hertogdom Warschau), nauw verbonden met het Grootoosten van Frankrijk.
Na 1815 werd Polen een koninkrijk onder Russische overheersing. Tsaar Alexander I, zelf beschermheer van de vrijmetselarij, liet de loges heropenen. Rond 1821 telden de loges in het Koninkrijk Polen ongeveer 3.000 leden. In datzelfde jaar werd de vrijmetselarij echter opnieuw verboden, ditmaal door gouverneur Józef Zajączek.

## Negentiende eeuw en emigratie
Ondanks het verbod ontstonden geheime organisaties, zoals het Wolnomularstwo Narodowe van Walerian Łukasiński. Na de mislukte Novemberopstand van 1830/31 volgde emigratie van veel vrijmetselaars naar West-Europa. In Groot-Brittannië werd een Polish National Lodge opgericht. In de jaren 1880 vonden in Polen zogenaamde younges-bijeenkomsten plaats, waar politieke en maatschappelijke kwesties werden besproken.

## Tussen de oorlogen (1918–1939)
Na de onafhankelijkheid ontstond in 1920 de loge Kopernik, die als moederloge fungeerde voor de moderne Poolse vrijmetselarij. Er werd een Wielka Loża Narodowa Polacy Zjednoczeni opgericht, aanvankelijk onder leiding van schrijver Andrzej Strug.
In de jaren 1920 en 1930 bekleedden vrijmetselaars belangrijke posities in de Poolse politiek en administratie. Strug beweerde dat in elke regering ten minste twee ministers lid waren van de Orde. Vanaf 1937 intensiveerde echter een felle anti-maçonnieke campagne, gesteund door kerkelijke en nationalistische kringen. Op 22 november 1938 vaardigde de president van Polen een decreet uit tot ontbinding van alle vrijmetselaarsorganisaties.

## Tweede Wereldoorlog en communistische periode (1939–1989)
Na de Duitse inval in 1939 verdween Polen opnieuw van de kaart. Sommige vrijmetselaars namen deel aan het verzet of de emigratieregering, anderen sloten zich aan bij de nieuwe communistische machtsstructuren.
In 1961 werd in Warschau clandestien de loge Kopernik heropgericht. Deze loge bleef tot 1989 ondergronds bestaan en speelde via haar leden een rol in oppositiebewegingen zoals het Komitet Obrony Robotników en later Solidarność.

## Heropleving na 1989
Na de val van het communisme werd op 27 december 1991 de Wielka Loża Narodowa Polski (Nationale Grootloge van Polen) heropgericht. In 1991 ontstond ook de eerste loge van het Grootoosten van Frankrijk in Warschau, waaruit in 1997 het Wielki Wschód Polski (Grootoosten van Polen) voortkwam. Daarnaast vestigde de internationale gemengde orde Le Droit Humain zich vanaf 1993 in Polen.

## Huidige situatie
De Poolse vrijmetselarij telt tegenwoordig enkele honderden leden, verdeeld over verschillende obediënties:
- Wielka Loża Narodowa Polski – ca. 150 leden in vijf loges, o.a. Kopernik (Warschau) en Przesąd Zwyciężony (Krakau).
- Wielki Wschód Polski – ca. 200 leden in zeven loges, waaronder Wolność Przywrócona (Warschau) en Gabriel Narutowicz (Krakau).
- Le Droit Humain – vijf loges, o.a. Pierre et Marie Curie (Warschau) en Orzeł Biały (Katowice).
- Een vrouwenkring verbonden aan de Grande Loge Féminine de France.

Publicaties zijn onder meer het tijdschrift Wolnomularz Polski en het wetenschappelijke kwartaalblad Ars Regia.